# Ribnik
Ribnik (pogovorno tudi bajer) je kotanja s stoječo vodo. Lahko je naravnega ali umetnega izvora in je običajno manjša od jezera ter večja od mlake. Nekateri ribniki v vrtovih ali parkih so ribniki ki, so načrtno zasnovani kot element krajinske arhitekture za estetski okras pokrajine, medtem ko so običajni namenjeni komercialni vzreji rib. Solarna jezera so namenjana shranjevanju toplotne energije. Splošno sprejeta razmejitev med jezerom in ribnikom ne obstaja, zato je poimenovanje »ribnik« pogosto stvar tradicije namesto objektivnih kriterijev.
Stoječa vodna telesa, kot so luže, mlake, ribniki in jezera, se obravnavajo ločeno od vodotokov, kot so studenci, potoki in reke. Razlikujejo se po hitrosti pretoka vode. Medtem ko tok v potoku lahko opazimo, voda v ribniku ustvarja gibanje na podlagi razlik v temperaturi vode in vetrovnih razmer.
Ribniki so pomemben del kulturne krajine, saj nudijo življenjski prostor mnogim organizmom - poleg ribam še vodnim rastlinam, nevretenčarjem ipd., hkrati pa predstavljajo tudi stabilno zalogo vode. Nekateri mlini uporabljajo kinetično energijo tekoče vode v ribniku za proizvodnjo električne energije.

## Opredelitev ribnika
Razlika med ribnikom in jezerom ni točno definirana. Raziskovalci in limnologi so predlagali formalno definicijo za ribnik in sicer, da je ribnik kotanja z vodo, kjer svetloba prodre do dna kotanje, da so v dno kotanje ukoreninjene rastline in da so to skalne kotanje na obali, kjer voda ni podvržena plimovanju. Vsaka od teh definicij pa naleti na odpor ali neodobravanje, saj je značilnosti definicij težko meriti ali preveriti. Zato so nekatere organizacije in raziskovalci mnenja, da je opredelitev ribnika in jezera odvisna le od velikosti.
Tudi organizacije in raziskovalci, ki ločujejo jezera od ribnikov po velikosti, menijo, da ni točno določenega standarda, ki bi določal največjo velikost ribnika. Ramsarska konvencija za mokrišča določa zgornjo mero za ribnik na 8 hektarjev, vendar biologi niso enotni. Raziskovalci pri britanski dobrodelni organizaciji za ohranjanje ribnikov so definirali ribnik kot umetno ali naravno vodno telo, ki ima površino od 1 m² do 20.000 m² in v katerem se voda zadrži vsaj štiri mesece v letu. Drugi evropski biologi so določili zgornjo mero velikosti ribnika na pet hektarjev.

## Nastanek
Ribnik nastane kot posledica delovanja različnih naravnih dejavnikov in zaradi posega človeka v naravo. Vsako vdolbina (jama) v tleh, ki zbira in ohranja zadostno količino vode, lahko poimenujemo ribnik. Te vdolbine pa lahko nastanejo kot posledica delovanja različnih geoloških in ekoloških dejavnikov.

## Značilnosti
Nekateri ribniki nimajo površinskega odtekanja vode. Pogosto se napajajo neposredno iz izvirov. Ribnik je majhen, zaprt sistem in v majhnih zaprtih sistemih se običajno razvije zaprti ekosistem.

## Uporaba
Da se romarji lahko osvežijo, imajo hindujski templji v Indiji ribnik običajno v bližini. Ti ribniki so sveti.
V srednjeveških časih v Evropi, so bili ribniki značilni za mnoge samostane in gradove (majhne, deloma neodvisne skupnosti). Ribniki so še vedno prisotni v Evropi in Vzhodni Aziji, predvsem na Japonskem, kjer gojijo krape.
Ribnike uporabljajo tudi v kmetijstvu. Zdravilni ribniki v kombinaciji z namakanjem se uporabljajo za samoočiščevanje, namakalni sistemi pa omogočajo namakanje ob suši.
»Tobha« je ime za ribnik v indijskem Pandžabu. Tu ima vsaka vas ribnik, kamor se steka vsa drenaža. Bivoli in druge vaške živali se poleti namakajo v ribniku. Tobha je tudi objekt za rekreacijo vaščanov, kjer se otroci zabavajo in učijo plavati.